# Orangey
Orangey est un chat acteur américain, actif dans les années 1950 et 1960.

## Biographie
Orangey, crédité sous divers noms, a eu une carrière prolifique au cinéma et à la télévision durant plus de quinze ans (du début des années 1950 jusqu'aux années 1960). 
C'est un chat acteur au pelage red tabby entraîné par son maître et dresseur Frank Inn (en).
Il est le seul chat à avoir gagné deux Patsy Awards pour ses rôles dans les films Rhubarb, le chat millionnaire en 1951 et Diamants sur canapé en 1961. 
Il fit aussi des apparitions régulières en tant que Minerva dans la série télévisée Our Miss Brooks (1952-1958). 

## Filmographie

### Cinéma
- 1951 : Rhubarb, le chat millionnaire (Rhubarb) d'Arthur Lubin : Rhubarb (non crédité)
- 1955 : Les Survivants de l'infini (This Island Earth) de Joseph M. Newman : Neutron (non crédité)
- 1957 : L'Homme qui rétrécit (The Incredible Shrinking Man) de Jack Arnold : le chat (non crédité)
- 1959 : Le Journal d'Anne Frank (The Diary of Anne Frank) de George Stevens : Moushi, le chat de Peter (non crédité)
- 1961 : Diamants sur canapé (Breakfast at Tiffany's) de Blake Edwards : « Chat »
- 1962 : Gigot, le clochard de Belleville (Gigot) de Gene Kelly : le chat (non crédité)
- 1964 : Le croque-mort s'en mêle (The Comedy of Terrors) de Jacques Tourneur : Cléopâtre (crédité sous le pseudonyme « Rhubarb the Cat »)
- 1965 : Village of the Giants de Bert I. Gordon : le chat géant (non crédité)

### Télévision
- 1952-1958 : Our Miss Brooks, série télévisée de Larry Berns : Minerva (crédité sous le pseudonyme Minerva)
- 1963 : The Beverly Hillbillies, série télévisée de Paul Henning, épisode Elly's Animals réalisé par Richard Whorf : Rusty le chat (non crédité)
- 1967 : Mission impossible (Mission: Impossible), série télévisée de Bruce Geller, épisode Le Sceau (The Seal) réalisé par Alexander Singer : Rusty le chat (non crédité)

## Récompenses
- PATSY Awards 1952 pour Rhubarb, le chat millionnaire
- PATSY Awards  1962 pour Diamants sur canapé